# Joe Colborne
Pour les articles homonymes, voir Colborne.
Joe Colborne (né le 30 janvier 1990 à Calgary, dans la province de l'Alberta au Canada) est un joueur professionnel canadien de hockey sur glace.

## Carrière de joueur
Choix de 1re ronde en 2008 par les Bruins de Boston alors qu'il évolue pour les Kodiaks de Camrose de la Ligue de hockey junior de l'Alberta. Il rejoint la saison suivante les Pioneers de Denver, représentant l'université de Denver dans la division Western Collegiate Hockey Association du championnat de la NCAA.
Il devient joueur professionnel au cours de la saison 2009-2010 alors qu'il termine la saison avec le club affilié aux Bruins dans la Ligue américaine de hockey, les Bruins de Providence.
Le 18 février 2011, il est échangé aux Maple Leafs de Toronto avec un choix de première ronde au repêchage 2011 en retour de Tomáš Kaberle.
Il a joué son premier match en LNH le 9 avril 2011 contre les Canadiens de Montréal, assistant Phil Kessel pour marquer son premier point en LNH.
Le 29 septembre 2013, il est échangé aux Flames de Calgary contre un choix de quatrième tour au repêchage de 2014.
Le 1er juillet 2016, après ne pas avoir reçu d'offre qualificative de la part des Flames, il signe un contrat de 2 ans avec l'Avalanche du Colorado.

## Statistiques
| Saison     | Équipe                 | Ligue      |     | Saison régulière | Saison régulière | Saison régulière | Saison régulière | Saison régulière |   | Séries éliminatoires | Séries éliminatoires | Séries éliminatoires | Séries éliminatoires | Séries éliminatoires |
| Saison     | Équipe                 | Ligue      | PJ  | B                | A                | Pts              | Pun              | PJ               | B | A                    | Pts                  | Pun                  |                      |                      |
| 2006-2007  | Kodiaks de Camrose     | LHJA       | 53  | 20               | 28               | 48               | 44               | -                | - | -                    | -                    | -                    |                      |                      |
| 2007-2008  | Kodiaks de Camrose     | LHJA       | 55  | 33               | 57               | 90               | 48               | -                | - | -                    | -                    | -                    |                      |                      |
| 2008-2009  | Pioneers de Denver     | NCAA       | 40  | 10               | 21               | 31               | 24               | -                | - | -                    | -                    | -                    |                      |                      |
| 2009-2010  | Pioneers de Denver     | NCAA       | 39  | 22               | 19               | 41               | 30               | -                | - | -                    | -                    | -                    |                      |                      |
| 2009-2010  | Bruins de Providence   | LAH        | 6   | 0                | 2                | 2                | 2                | -                | - | -                    | -                    | -                    |                      |                      |
| 2010-2011  | Bruins de Providence   | LAH        | 55  | 12               | 14               | 26               | 35               | -                | - | -                    | -                    | -                    |                      |                      |
| 2010-2011  | Marlies de Toronto     | LAH        | 20  | 8                | 8                | 16               | 8                | -                | - | -                    | -                    | -                    |                      |                      |
| 2010-2011  | Maple Leafs de Toronto | LNH        | 1   | 0                | 1                | 1                | 0                | -                | - | -                    | -                    | -                    |                      |                      |
| 2011-2012  | Marlies de Toronto     | LAH        | 65  | 5                | 23               | 39               | 46               | 15               | 2 | 6                    | 8                    | 8                    |                      |                      |
| 2011-2012  | Maple Leafs de Toronto | LNH        | 10  | 1                | 4                | 5                | 4                | -                | - | -                    | -                    | -                    |                      |                      |
| 2012-2013  | Maple Leafs de Toronto | LNH        | 5   | 0                | 0                | 0                | 2                | 2                | 0 | 0                    | 0                    | 0                    |                      |                      |
| 2012-2013  | Marlies de Toronto     | LAH        | 65  | 14               | 28               | 42               | 53               | 4                | 0 | 1                    | 1                    | 2                    |                      |                      |
| 2013-2014  | Flames de Calgary      | LNH        | 80  | 10               | 18               | 28               | 34               | -                | - | -                    | -                    | -                    |                      |                      |
| 2014-2015  | Flames de Calgary      | LNH        | 64  | 8                | 20               | 28               | 43               | 11               | 1 | 2                    | 3                    | 20                   |                      |                      |
| 2015-2016  | Flames de Calgary      | LNH        | 73  | 19               | 25               | 44               | 27               | -                | - | -                    | -                    | -                    |                      |                      |
| 2016-2017  | Avalanche du Colorado  | LNH        | 62  | 4                | 4                | 8                | 34               | -                | - | -                    | -                    | -                    |                      |                      |
| 2017-2018  | Rampage de San Antonio | LAH        | 13  | 2                | 2                | 4                | 4                | -                | - | -                    | -                    | -                    |                      |                      |
| Totaux LNH | Totaux LNH             | Totaux LNH | 295 | 42               | 72               | 114              | 144              | 13               | 1 | 2                    | 3                    | 20                   |                      |                      |

## Transactions en carrière
- Repêchage 2008 : réclamé par les Bruins de Boston en 1re ronde, à la 16e position.
- 18 février 2011 : échangé par les Bruins avec leur choix de première ronde au repêchage de 2011 et un choix conditionnel au repêchage de 2012 aux Maple Leafs de Toronto en retour de Tomáš Kaberle[2].
- 29 septembre 2013 : échangé par les Maple Leafs aux Flames de Calgary en retour d'un choix conditionnel de quatrième ronde aux repêchage de 2014[3].